# 비각
비각(碑閣)은 비(碑)를 세우고 비바람 따위를 막기 위해 만든 누각 형태의 건축물을 말한다.